# An'yō-in (Kamakura)

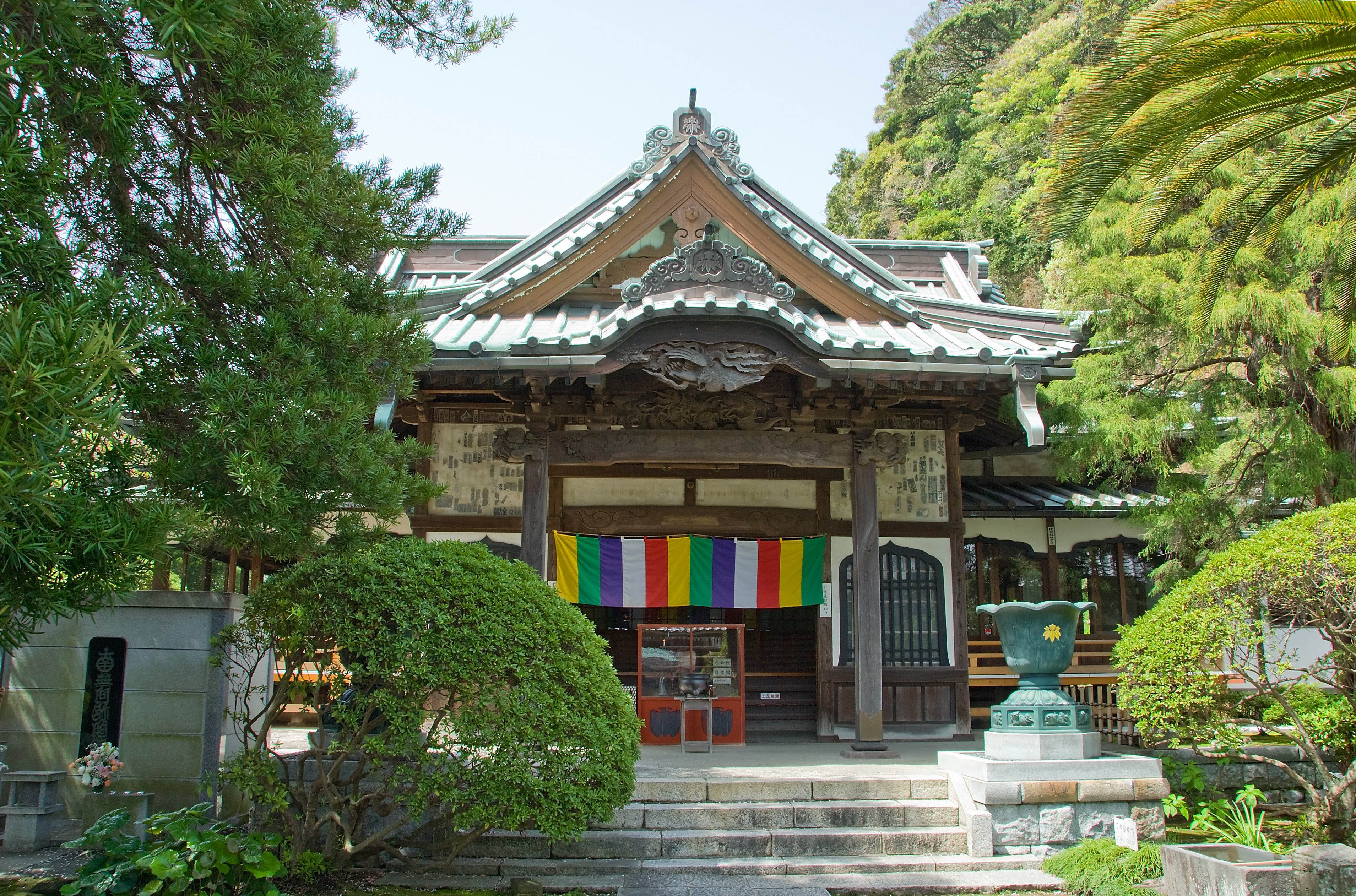
Hon-dō (bâtiment principal)

Le Gionzan An’yō-in Chōraku-ji (祇園山安養院長楽寺) est un temple bouddhiste de l'école Jōdo shū situé à Kamakura, préfecture de Kanagawa au Japon. Renommé pour ses azalées, il a été nommé d'après le nom posthume de son fondateur et grande figure historique, Hōjō Masako. L'objet principal de vénération est Amida Nyorai, mais le temple est aussi consacré à Senju Kannon, déesse de la miséricorde. An’yō-in est le troisième des trente-trois temples de la route du pèlerinage Bandō Sanjūsankasho.

## Histoire
La complexe histoire de ce temple s'explique par la fusion de trois temples séparés appelés Chōraku-ji, Zendō-ji et Tashiro-ji. An'yō-in est d'abord fondé en 1225 sous le nom Chōraku-ji à Hase Sasamegayatsu par Hōjō Masako pour son défunt mari Minamoto no Yoritomo, fondateur du shogunat Kamakura,. C'est à l'époque un temple de la secte Ritsu. Après avoir été incendié par la soldatesque de Nitta Yoshisada en 1333 à la chute du shogunat Kamakura, il est fusionné avec Zendō-ji, déplacé à cet endroit et renommé mais il est encore la proie des flammes en 1680,. Il est à nouveau reconstruit et une Senju Kannon (Déesse de la Miséricorde aux mille bras) y est installée en provenance de Tashiro-ji à Hikigayatsu.

## Centres d'intérêt

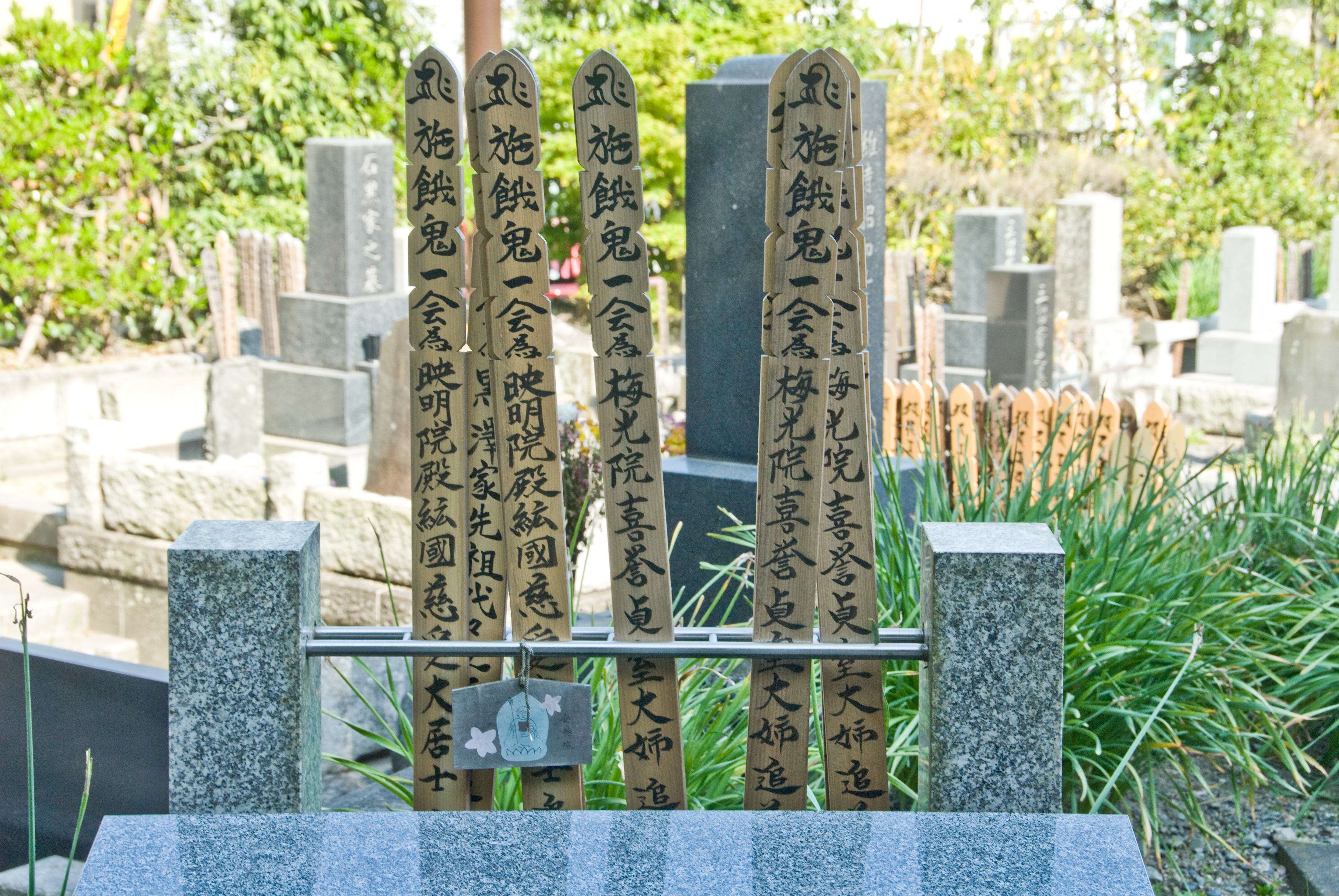
Tombe d'Akira Kurosawa au cimetière d'An-yō-in

Le grand pin noir chinois dans le jardin est âgé de plus de 700 ans. Deux hōkyōintō se trouvent derrière le temple. Le plus petit est l'une des tombes possibles de Masako. L'autre est le plus ancien hōkyōintō de Kamakura et un bien culturel important. Dans le petit cimetière du temple en bas de la ruelle en face de la porte du temple repose le célèbre réalisateur Akira Kurosawa.